# 欧维尼翁河
欧维尼翁河（法語：Auvignon，法語發音：[oviɲɔ̃]）是法国热尔省与洛特-加龙省的河流，是加龍河的左支流，长55.7千米。